# Grabfeld (commune)
Pour les articles homonymes, voir Grabfeld.
Grabfeld est une commune allemande de l'arrondissement de Schmalkalden-Meiningen, Land de Thuringe.

## Géographie
Grabfeld se situe dans la partie de la Franconie dans le sud du Land de Thuringe, à la frontière avec la Bavière, donc au nord de la région du même nom (de). Son territoire est traversé par la Jüchse et la Bibra.
|               | Henneberg Sülzfeld Untermaßfeld Ritschenhausen Wölfershausen Neubrunn Vachdorf Leutersdorf | Themar                     |
| Mellrichstadt | Grabfeld                                                                                   | Beinerstadt Sankt Bernhard |
| Hendungen     | Höchheim                                                                                   | Römhild Dingsleben         |

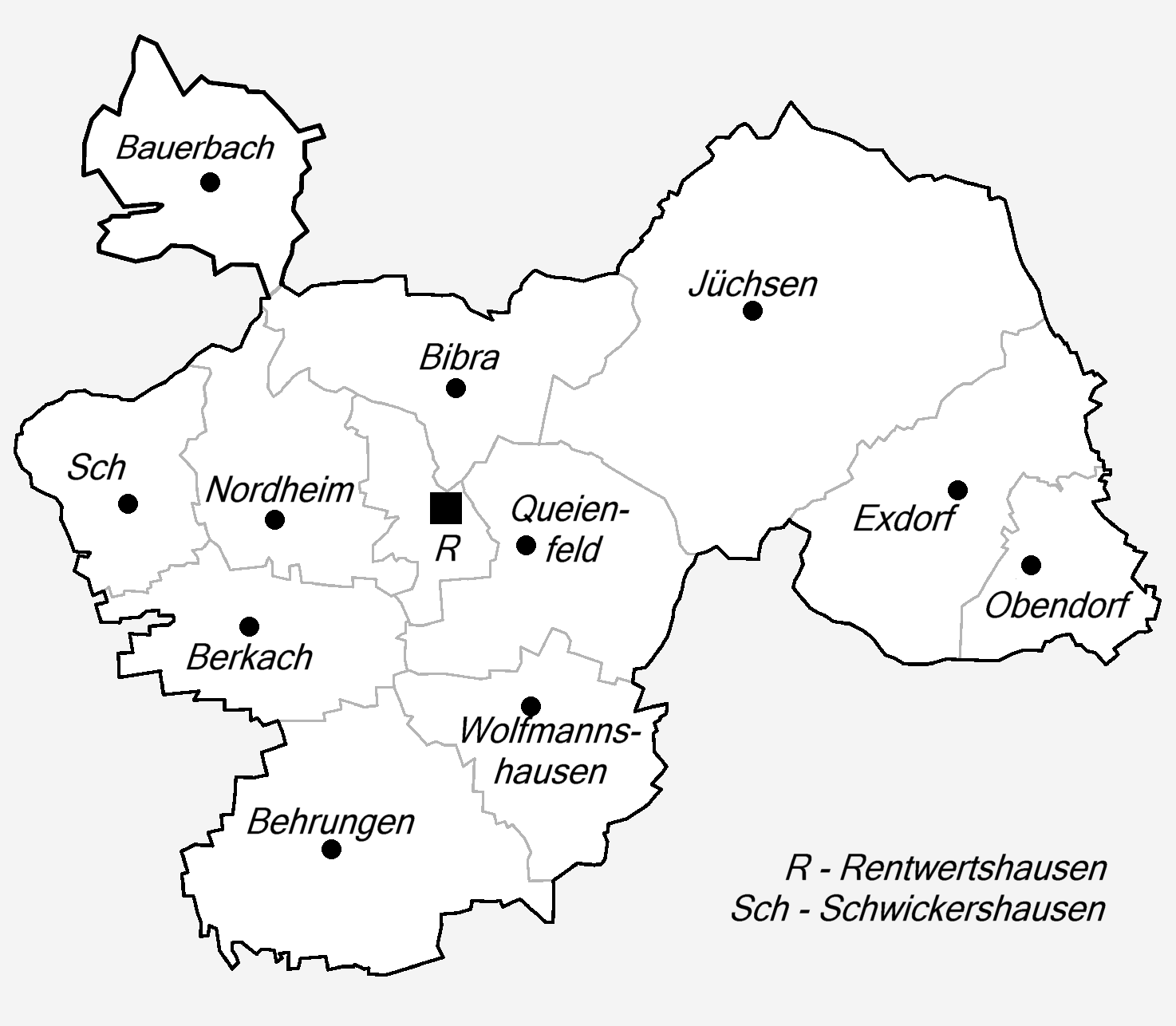
Les quartiers de Grabfled

La commune comprend les quartiers de Bauerbach, Behrungen, Berkach, Bibra, Exdorf (dont Obendorf), Jüchsen, Nordheim, Queienfeld, Rentwertshausen, Schwickershausen et Wolfmannshausen.

## Histoire
La commune actuelle est née en décembre 2007 de la fusion des communes formant auparavant le Verwaltungsgemeinschaft. En janvier 2012, Bauerbach s'y intègre.
Bauerbach, Exdorf, Jüchsen, Obendorf und Queienfeld furent les scènes de chasses aux sorcières.

## Infrastructure
Grabfeld se trouve sur la Bundesautobahn 71 et la Bundesstraße 279 ainsi que sur la ligne de Schweinfurt à Meiningen.

## Personnalités liées à la ville
- Charles de Steuben (1788-1856), peintre né à Bauerbach.